# Бикурим
«Бикури́м», также «Биккурим» (мн. ч. др.-евр. בכורים‬ или ביכורים‬, bikurim — «первинки; первые плоды») — трактат Мишны, последний в разделе «Зраим». Содержит законы о принесении в Иерусалимский храм первых плодов нового урожая.

## Предмет рассмотрения
Обычай освящать первые плоды нового урожая — очень древний, в Моисеевом законе о нём сказано так:

Начатки плодов земли твоей приноси в дом Господа, Бога твоего.
— Исх. 23:19
Согласно Чис. 18:12, 13, начатки от плодов принадлежали священникам-ааронидам, и есть их следовало в состоянии ритуальной чистоты. В дальнейшем слова Торы истолковали так, что речь там идёт о двух разных приношениях: долю от лучшей части урожая следовало отдавать священникам сразу после сбора (законы об этом описаны в трактатах Мишны «Трумот» и «Маасрот»), а первые плоды следовало приносить в храм на праздник. Ритуал принесения первых плодов подробно описывается в Торе и сопровождается произнесением установленной благодарственной формулы — исповедания о первинках:

Когда ты придешь в землю, которую Господь Бог твой дает тебе в удел, и овладеешь ею, и поселишься в ней; то возьми начатков всех плодов земли, которые ты получишь от земли твоей, которую Господь Бог твой дает тебе, и положи в корзину, и пойди на то место, которое Господь Бог твой изберет, чтобы пребывало там имя Его; и приди к священнику, который будет в те дни, и скажи ему: сегодня исповедую пред Господом Богом твоим, что я вошел в ту землю, которую Господь клялся отцам нашим дать нам.
Священник возьмет корзину из руки твоей и поставит ее пред жертвенником Господа Бога твоего.
Ты же отвечай и скажи пред Господом Богом твоим: отец мой был странствующий Арамеянин, и пошел в Египет и поселился там с немногими людьми, и произошел там от него народ великий, сильный и многочисленный; но Египтяне худо поступали с нами, и притесняли нас, и налагали на нас тяжкие работы; и возопили мы к Господу Богу отцов наших, и услышал Господь вопль наш и увидел бедствие наше, труды наши и угнетение наше; и вывел нас Господь из Египта [Сам крепостию Своею великою и] рукою сильною и мышцею простертою, великим ужасом, знамениями и чудесами, и привел нас на место сие, и дал нам землю сию, землю, в которой течет молоко и мед; итак вот, я принес начатки плодов от земли, которую Ты, Господи, дал мне, [от земли, где течет молоко и мед]. И поставь это пред Господом Богом твоим, и поклонись пред Господом Богом твоим, и веселись о всех благах, которые Господь Бог твой дал тебе и дому твоему, ты и левит и пришелец, который будет у тебя.
— Втор. 26:1—11
По традиции приносить в храм следовало первые плоды от семи видов растений, упомянутых в Втор. 8:8: пшеницу, ячмень, виноград, инжир, гранаты, маслины и финики (в указанном месте упоминается мёд — предполагается, что имеется в виду финиковый мёд). Предпочтительнее всего было принести их в период от праздника Шавуот до праздника Суккот, допускалось принести и позже — до Хануки.
Комментарии к Мишне имеются в Тосефте и в Иерусалимском Талмуде; в Вавилонском Талмуде трактат отсутствует.

## Содержание
Трактат «Бикурим» в Мишне содержит 3 главы и 34 параграфа; в некоторых изданиях добавляется ещё одна глава, разбитая на 5 параграфов и представляющая собой параграфы 2:2-6 Тосефты к этому трактату.
- Глава первая определяет, в каком случае у земледельца возникает обязанность принесения первых плодов. Мишна делит земледельцев на три категории:
  - не приносящие первинок — либо потому, что собранные плоды не могут считаться продуктом их собственной земли (например, арендаторы), либо же потому, что плоды не имеют надлежащего качества или не принадлежат к числу семи видов растений, от которых следует приносить первинки.
  - приносящие первинки, но не говорящие исповедания — к этой категории относятся: лица, распоряжающиеся чужим имуществом (опекуны, доверенные лица и т. п.), прозелиты, рабы, женщины, андрогины, а также лица, запоздавшие с принесением или принёсшие другие плоды взамен утраченных.
  - приносящие первинки с исповеданием — законные владельцы земли, вырастившие плоды хорошего качества на принадлежащих им участках в земле Израильской и принёсшие их в период между праздниками Шавуот и Суккот.
- Глава вторая сравнивает между собой различные виды приношений: первые плоды, возношение и десятины. Далее, по характерной для Талмуда ассоциации идей, рассматриваются примеры предметов, обладающих противоречивыми свойствами с точки зрения религиозного закона (например, цитрон обладает свойствами древесного плода и овоща).
- Глава третья подробно излагает ритуал принесения первых плодов в храм; она носит повествовательный характер и интересна описанием религиозно-бытовой жизни евреев эпохи Второго храма.
- Глава четвёртая описывает правовой статус андрогина.